# From the Bottom of My Lonely Heart
A From the Bottom of My Lonely Heart Bonnie Tyler egyik dala a Silhouette in Red című lemezéről. A dal szerzője Dieter Bohlen

## A dalról
A dal bevezetője egy kellemes fuvolaszólóval és tengeri hullámok csobogásával valamint sirályhanggal kezdődik. Ezt a kellemes zenei idillt töri meg egy erőteljes zenei robbanás és a lágy zenét máris felváltja a Modern Talking-féle euro disco stílus. A dalban egy énekkórus is hallható mint a korábbi Bitterblue című slágernél és külön pikantériád ad a refrénnek a templomi harangok kongása. A szöveg nagyon egyszerű, könnyen megjegyezhető sláger mely nagyon illik Bonnie Tyler rekedt hangjához csakúgy mint néhány másik kislemez dal. Ez a kislemez már csak CD formában jelent meg.
A kislemez további dala:
- Bad Dreams: Dieter Bohlen szerzeménye. A megszokott disco-pop dallamok helyett inkább egy melankolikusabb bluesra emlékeztető nóta enyhe country kísérettel. Kísértetiesen hasonlít Alannah Myles Black velvet című dalára.

## Kislemez
| # | Dalcím                                             | Zeneszerző    | Producer      | Hossz |
| - | -------------------------------------------------- | ------------- | ------------- | ----- |
| 1 | From The Bottom Of My Lonely Heart (Radio Version) | Dieter Bohlen | Dieter Bohlen | 3:45  |
| 2 | From The Bottom Of My Lonely Heart (Long Version)  | Dieter Bohlen | Dieter Bohlen | 4:22  |
| 3 | Bad Dreams                                         | Dieter Bohlen | Dieter Bohlen | 3:55  |

## Toplista
| From The Bottom Of My Lonely Heart | Legjobb pozíció |
| ---------------------------------- | --------------- |
| Német Airplay                      | 86              |

## Hivatkozás
- kislemez[halott link]